# Championnats panaméricains de cyclisme sur route de 2013
Navigation
Championnats panaméricains 2012 Championnats panaméricains 2014
Les Championnats panaméricains de cyclisme sont les championnats continentaux annuels de cyclisme sur route pour les pays membres de la Confédération panaméricaine de cyclisme.
Les championnats se déroulent du 1er au 5 mai à Zacatecas, au Mexique. 
L'assemblée, réunie à l'occasion du 90e anniversaire de la COPACI, décide la désolidarisation des épreuves sur piste et sur route (ceci pour se mettre en conformité avec les programmes de l'UCI et pour réduire les coûts des pays organisateurs).

## Podiums
| Épreuves                                | Or                          | Argent          | Bronze            |
| --------------------------------------- | --------------------------- | --------------- | ----------------- |
| Compétitions masculines élite           |                             |                 |                   |
| Course en ligne                         | Jonathan Paredes            | Ignacio Sarabia | Segundo Navarrete |
| Contre-la-montre                        | Carlos Oyarzún              | Ignacio Sarabia | Leandro Messineo  |
| Compétitions masculines moins de 23 ans |                             |                 |                   |
| Course en ligne                         | Richard Carapaz             | Isaac Bolívar   | Félix Barón       |
| Contre-la-montre                        | José Luis Rodríguez Aguilar | Facundo Lezica  | Isaac Bolívar     |
| Compétitions féminines                  |                             |                 |                   |
| Course en ligne                         | Arlenis Sierra              | Marlies Mejías  | Angie González    |
| Contre-la-montre                        | Íngrid Drexel               | Carmen Small    | Serika Gulumá     |

## Déroulement des championnats

### 2 mai: les contre-la-montre individuels
Seize féminines disputent la course inaugurale des championnats 2013. Le parcours est un circuit, tracé sur le boulevard del Bote à Zacatecas, développant 5,2 km, qu'elles ont à couvrir quatre fois. À mi-course, l'Américaine Carmen Small est en tête. Elle devance la Mexicaine Íngrid Drexel de douze secondes. Au début du troisième tour, un drapeau se prend dans ses rayons, provoquant sa chute et un saut de chaîne. Cet incident de course lui fait perdre toute son avance. Bien qu'elle fasse jeu égal avec son adversaire lors du dernier tour, Small échoue pour moins de trois secondes. Ingrid Drexel remporte le titre, devançant la Coloradienne et la toute nouvelle championne de Colombie de la spécialité, Serika Gulumá, de treize secondes. La compatriote de cette dernière, Adriana Tovar, quatrième, non informée de la fin de son effort continue sa course. Elle sera disqualifiée pour ne pas s'être rendue dans la zone d'arrivée et émarger le registre officiel.
L'épreuve suivante est disputée par les hommes de la catégorie Espoir. Le parcours est identique aux féminines mais ils doivent le couvrir six fois. Sur les quatorze engagés, un ne se présente pas au départ et deux seront disqualifiés, pour la même raison que la Colombienne. Le vainqueur est le Chilien José Luis Rodríguez Aguilar. Après un départ sage, qui le voit passer au quatrième rang, à la fin du deuxième tour, Rodríguez passe premier à la fin du troisième. Il augmentera légèrement mais régulièrement son avance. À l'arrivée, il devance l'Argentin Facundo Lezica de treize secondes et le champion de Colombie de la catégorie, Isaac Bolívar de vingt secondes. L'actuel champion du Brésil des moins de 23 ans, Murilo Affonso, en tête pendant le premier tiers de la course, termine quatrième. À noter que le Colombien Félix Barón, retardé par un ennui mécanique, au moment de s'élancer, se trouve relégué à 2 min 20 s de Rodríguez, après un tour. Pourtant il terminera sixième à 2 min 9 s du vainqueur.
Le Chilien Carlos Oyarzún, vice-champion en 2010, remporte le titre, en l'absence de coureurs colombiens. Sur les huit tours du même circuit que les courses précédentes, Oyarzún devance le Mexicain Ignacio Sarabia, de quarante-huit secondes et l'Argentin Leandro Messineo, vainqueur en 2011, d'une minute sept. Quatrième à l'issue du premier tour, le Chilien passe troisième à la fin du deuxième, et prend la tête pour ne plus la quitter, au troisième. Seuls dix concurrents s'étaient présentés pour disputer ce titre. Le Brésilien Magno Nazaret, vice-champion 2012, en course pour une médaille, lors du premier quart de l'épreuve, chute et perd ses chances de podium (il termine, toutefois, sixième).

### 4 mai: les courses en ligne dames et Espoir hommes
Quarante-quatre féminines disputent, les premières, le titre panaméricain de la course en ligne, sur un circuit développant 9,68 km, à parcourir huit fois (soit 77,44 km). Le tracé, à une altitude de 2 440 mètres, est exigeant avec des passages à 12 %. L'épreuve voit un doublé cubain.
 Titrées en poursuite par équipes, avec leur compatriote Yudelmis Domínguez, lors des derniers championnats panaméricains, Arlenis Sierra devance Marlies Mejías. Lors de l'arrivée, à la suite d'une longue montée terminale, elles disposent au sprint d'une douzaine de concurrentes. Troisième, Carmen Small est disqualifiée à l'issue de l'épreuve, en compagnie de sa compatriote Tayler Wiles. Lors de la pesée des bicyclettes des quinze premières, les commissaires se sont aperçus que les vélos des Américaines n'avaient pas le poids minimum requis par les règlements de l'UCI, au grand étonnement et désappointement de leur délégation. Ainsi la médaille de bronze revient à la Vénézuélienne Angie González. Et Ingrid Drexel, sacrée deux jours auparavant, échoue au pied du podium, à la quatrième place. Auparavant de nombreuses tentatives d'échappées avaient émaillé la course, comme à la fin du premier tour, où la Colombienne Adriana Tovar avait lancé les hostilités, aussitôt contrée par Drexel.
Des quarante-sept engagés, seuls dix coureurs à peine ont pu terminer le championnat Espoir, sur le difficile tracé de La Bufa, à parcourir quinze fois (soit 145,20 km). Vainqueur du classement des moins de 23 ans du dernier Tour du Guatemala, l'Équatorien Richard Carapaz remporte le titre. Il devance un duo colombien composé d'Isaac Bolívar (médaillé du contre-la-montre deux jours plus tôt) et de Félix Barón. Les écarts sont importants puisque le trio se disputant la médaille de bronze termine à dix minutes de Carapaz.
Une attaque, dès le premier tour, du Brésilien Murilo Affonso a, finalement, décidé de l'issue de l'épreuve. Il emmène, avec lui, huit coureurs qui vont faire la course en tête, une bonne partie de l'après-midi. Sous l'effet de l'altitude et des efforts imposés par le parcours, le groupe va perdre des éléments et un trio va se détacher, composé de Carapaz, Bolívar et Affonso. Peu après, le Brésilien cède. Il se fera même dépasser par une triplette, échouant ainsi à la sixième place. Carapaz se débarrasse du Colombien Bolívar, épuisé, pour aller conquérir le titre. Bolívar, malgré une chute dans le dernier tour, finit deuxième. Tandis que Barón, revenu de l'arrière, bat au sprint, pour la médaille de bronze, le Guatémaltèque Dorian Monterroso et son compatriote Hernando Bohórquez, autres éléments de l'échappée initiale.

### 5 mai: la course en ligne Élite hommes
Le Colombien Jonathan Paredes termine en solitaire et s'impose avec quatorze minutes d'avance sur ce qui reste du peloton. Ignacio Sarabia, en tête une bonne partie de la journée, empoche sa seconde médaille d'argent des championnats. L’Équatorien Segundo Navarrete prend la troisième place, onze minutes devant son compatriote Byron Guamá, qui règle le petit peloton de rescapés.

À dix heures du matin, cinquante-deux concurrents de quatorze pays prennent le départ, donné par le gouverneur de l'État de Zacatecas. Les coureurs de la catégorie Élite ont dix-huit fois à parcourir le circuit de La Bufa, soit 174,24 kilomètres. Après une tentative d'échappée du Mexicain Carlos López, au deuxième tour, avec au maximum, une avance de quarante secondes, le Chilien Cristian Humires sort du peloton au cinquième et se maintient en tête jusqu'au neuvième. Au douzième tour, Ignacio Sarabia s'échappe, il prend jusqu'à deux minutes d'avance sur le peloton. Mais il doit composer avec le retour de Jonathan Paredes et de Segundo Navarrete. Au seizième tour, ils ont six minutes d'avance sur le groupe de poursuivants. Paredes laisse ses compagnons de fugue peu après, et malgré les tentatives de rapproché de différents protagonistes, le Colombien accroît son avance, pour arriver en solitaire, avec 1 min 40 s d'avance sur son dauphin.
C'est le douzième titre que la Colombie obtient, dans l'épreuve de course en ligne, depuis la création des Championnats.

## Tableau des médailles
Dix-huit médailles ont été distribuées lors des compétitions.
| Rang  | Nation     | Or | Argent | Bronze | Total |
| ----- | ---------- | -- | ------ | ------ | ----- |
| 1     | Chili      | 2  | 0      | 0      | 2     |
| 2     | Mexique    | 1  | 2      | 0      | 3     |
| 3     | Colombie   | 1  | 1      | 3      | 5     |
| 4     | Cuba       | 1  | 1      | 0      | 2     |
| 5     | Équateur   | 1  | 0      | 1      | 2     |
| 6     | Argentine  | 0  | 1      | 1      | 2     |
| 7     | États-Unis | 0  | 1      | 0      | 1     |
| 8     | Venezuela  | 0  | 0      | 1      | 1     |
| Total | Total      | 6  | 6      | 6      | 18    |

## Bilan sportif
La sélection nationale du Chili arrive en tête du bilan, en étant la seule à avoir décroché deux titres. Au nombre des médailles, l'équipe de Colombie se place devant, avec cinq récompenses. Cinq nations ont obtenu au moins un titre et huit au moins une médaille.

Sur le plan individuel, seuls le Colombien Isaac Bolívar et le Mexicain Ignacio Sarabia obtiennent deux médailles, sans décrocher de titre, toutefois.
De nombreuses délégations, comme les Brésiliens et les Uruguayens, ont mis en exergue la difficulté du circuit de La Bufa et l'altitude, pour expliquer les contre-performances de leurs concurrents. L'expérimentée Angie González, pourtant médaillée de bronze, assure n'avoir jamais couru sur un circuit aussi exigeant, finissant avec un mal de tête et des douleurs cardiaques, symptômes de l'hypoxie, due à la diminution de pression de l'air atmosphérique en haute altitude.